# Peter Woodring
Peter Woodring (Kentfield, 5 febbraio 1968) è un ex calciatore statunitense, di ruolo centrocampista.